# Bongomassivet
Bongomassivet (også Bongobjergene eller Tondoumassivet) ligger i Centralafrika i den nordøstlige del af Den Centralafrikanske Republik og den vestlige del af Sydsudan. I dette massiv samles vandskelene for de tre flodsystemer Nilen, Congo og Shari (hovedfloden i Tchad-bassinet) og danner et kontinentalt vandskel.

Floden Lol har sit udspring i bjergene og løber ud i Hvide Nil via floderne Bahr al-Arab og Bahr al-Ghazal. Bahr al-Arab kommer også fra bjergene nær Mount Ngaja. De nordlige og centrale områder af Bongo-massivet er beskyttet som en del af André-Félix Nationalpark, der blev oprettet i 1960, og dens bufferzone, Yata-Ngaya Naturreservat.
Det højeste bjerg i massivet er det 1.330 meter høje  Mont Toussoro. Det højeste pas er Col Quijox, 923 moh. på Route Nationale 5 mellem byerne Birao og Bria .